# اثر پیرسون - آنسون

مدار اسیلاتور پیرسون-آنسون

اثر پیرسون - آنسون، در سال ۱۹۲۲ توسط استفان اسوالد پیرسون و هوراتیو سن جورج آنسون کشف شده، پدیده ولتاژ الکتریکی نوسان‌کننده است که توسط یک لامپ نئونی متصل شده به دو سَر خازن، هنگامی که یک جریان مستقیم از طریق یک مقاومت اعمال می‌شود، تولید می‌شود. این مدار که اکنون نوسانگر پیرسون-آنسون، نوسان‌ساز لامپ نئون، یا نوسان‌ساز دندان اره‌ای نامیده می‌شود، یکی از ساده‌ترین انواع نوسان‌ساز آرامش است. این یک موج خروجی دندان اره تولید می‌کند. این ماده در کاربردهای با فرکانس پایین مانند چراغ‌های هشدار چشمک زن، چرخش‌بین (Stroboscope)، ژنراتور تون در اندام‌های الکترونیکی و سایر مدارهای موسیقی الکترونیکی، و در مبناهای زمانی و مدارهای انحراف اسیلوسکوپ‌های لامپ پرتوی کاتدی اولیه استفاده شده‌است. از زمان توسعه میکروالکترونیک، این نوسانگرهای مقاومت منفی ساده در بسیاری از کاربردها توسط نوسانگرهای آرامش نیمه‌هادی انعطاف‌پذیرتر مانند IC تایمر ۵۵۵ جایگزین شده‌اند.

## لامپ نئون به عنوان وسیله تعویض

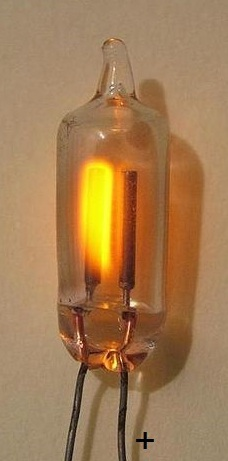
لامپ نئون NE-2

یک لامپ نئون، که اغلب به عنوان لامپ نشانگر در وسایل مورد استفاده قرار می‌گیرد، شامل یک لامپ شیشه‌ای حاوی دو الکترود است که توسط یک گاز بی‌اثر مانند نئون در فشار کم از هم جدا می‌شوند. ویژگی‌های ولتاژ-جریان غیرخطی آن (منحنی زیر) به آن اجازه می‌دهد تا به عنوان یک قطعه کلیدزنی عمل کند.
هنگامی که ولتاژی در دو سَر الکترودها اعمال می‌شود، گاز تقریباً هیچ جریان الکتریکی را تا رسیدن به ولتاژ آستانه (نقطه B)، به نام شلیک گاز یا ولتاژ شکست Vb از خود عبور نمی‌دهد. در این ولتاژ الکترون‌های موجود در گاز به سرعت بالایی شتاب می‌گیرند تا دیگر الکترون‌ها را از اتم‌های بی‌حرکت گاز برخورد کنند، که در یک واکنش زنجیره‌ای، الکترون‌های بیشتری را به هم می‌کوبند. گاز موجود در لامپ یونیزه می‌شود و تخلیهٔ تابشی را آغاز می‌کند و مقاومت آن به مقدار کمی می‌رسد. در این حالت رسانایی جریان عبوری از لامپ فقط توسط مدار خارجی محدود می‌شود. ولتاژ دو سر لامپ به ولتاژ پایین‌تری به نام ولتاژ نگهدارنده V m اُفت می‌کند. لامپ به هدایت جریان ادامه می‌دهد تا ولتاژ اعمال شده زیر ولتاژ خاموشی Ve (نقطه d) اُفت کند، که معمولاً نزدیک به ولتاژ نگهدارنده است. زیر این ولتاژ، جریان انرژی کافی برای نگهداری یونیزه شده از گاز را فراهم می‌کند، بنابراین لامپ به مقاومت بالا، حالت غیر رسانایی خود بازمی‌گردد (نقطه a).

## عملکرد

منحنی IV لامپ نئون (راست) که حلقه پسماند نوسان‌ساز (abcd)، خط بار (آبی) و شکل موج خروجی (سمت چپ) را نشان می‌دهد. خط بار باید در ناحیه سایه‌دار قرار داشته باشد تا مدار نوسان داشته باشد. v ولتاژ در لامپ نئون است، و i جریان عبوری از آن است.

## یادداشت
1. ↑  Stephen Oswald Pearson,Dictionary of Wireless Technical Terms (London: Iliffe & Sons, 1926).
2. ↑  Pearson, S. O.; H. St. G. Anson (December 1921). "Demonstration of Some Electrical Properties of Neon-filled Lamps". Proc. Of the Physics Soc. London. London: Physics Society of London. 34 (1): 175. Bibcode:1921PPSL...34..175P. doi:10.1088/1478-7814/34/1/435.
3. ↑  Pearson, S. O.; H. St. G. Anson (August 1922). "The Neon Tube as a Means of Producing Intermittent Currents". Proc. Of the Physics Soc. London. London: Physics Society of London. 34: 204–212. Bibcode:1921PPSL...34..204P. doi:10.1088/1478-7814/34/1/341.
4. ↑  Morris, Christopher G. (1992). Academic Press Dictionary of Science and Technology. Gulf Professional Publishing. p. 1453. ISBN 0-12-200400-0.
5. ↑  Pollack, Dale (December 1932). "Neon Tube Oscillators, Part 1" (PDF). Radio News. New York: Teck Publications. 14 (6): 342–343. Retrieved April 14, 2014.
6. 1 2 3  Daugherty, C. L.;  et al. (1965). G.E. Glow Lamp Manual, 2nd Ed. Cleveland, Ohio: General Electric. pp. 14–19.
7. ↑  Bauman, Edward (1966). Applications of Neon Lamps and Discharge Tubes. USA: Carleton Press. p. 18. Archived from the original on 2014-04-16.
8. ↑  Burton, Walter E. (February 1948). "Magic with neon glow lamps". Popular Science. New York: Popular Science Publishing Co. 152 (2): 194–196. ISSN 0161-7370. Retrieved April 14, 2014.
9. ↑  Dance, J. B. (1967). Cold Cathode Tubes (PDF). London: Iliffe Books. pp. 25–27.
10. ↑  Holmes, Thomas B. (2002). Electronic and Experimental Music: Pioneers in Technology and Composition. Psychology Press. p. 66. ISBN 0-415-93644-6.
11. ↑  Wahl, Horst D. (2005). "Tutorial Oscilloscope" (PDF). Phys4822L Advanced Lab-Experiment 11: Studies of electrons with a CRT. Prof. Horst D. Wahl, Physics Dept. ,Florida State Univ. Retrieved April 14, 2014.
12. ↑  Gottlieb, Irving M. (1971). Understanding oscillators. H. W. Sams. p. 69. ISBN 0-672-20837-7.
13. ↑  Dance, 1967, p.6-7